# Tschechische Badminton-Mannschaftsmeisterschaft 2007
Die Tschechische Badminton-Mannschaftsmeisterschaft der Saison 2006/2007 gewann das Team von BK 1973 Deltacar Benátky nad Jizerou.

## Vorrunde
| Platz | Mannschaft                           | Spiele | Siege | Remis | Niederlagen | Spielverh.    |
| ----- | ------------------------------------ | ------ | ----- | ----- | ----------- | ------------- |
| 1.    | Sokol Radotín Meteor OTEC A          | 7      | 5     | 1     | 1           | 41-15         |
| 2.    | SKB Český Krumlov                    | 7      | 5     | 1     | 1           | 37-19         |
| 3.    | BK 1973 Deltacar Benátky nad Jizerou | 7      | 5     | 0     | 2           | 37-19         |
| 4.    | Sokol Brno-Jehnice                   | 7      | 4     | 1     | 2           | 35-21         |
| 5.    | Sokol Dobruška                       | 7      | 4     | 0     | 3           | 30-26         |
| 6.    | Slavia TU Liberec                    | 7      | 1     | 1     | 5           | 16-40         |
| 7.    | SK Prosek Praha                      | 7      | 1     | 0     | 6           | 14-42 (33-87) |
| 8.    | Sokol Radotín Meteor OTEC B          | 7      | 0     | 2     | 5           | 14-42 (36-90) |

## Play-off-Endstand
| Platz | Mannschaft                      |
| ----- | ------------------------------- |
| 1.    | BK Deltacar Benátky nad Jizerou |
| 2.    | Sokol Radotín Meteor OTEC A     |
| 3.    | Sokol Brno Jehnice              |
| 4.    | SKB Český Krumlov               |
| 5.    | Sokol Dobruška                  |
| 6.    | Slavia TU Liberec               |
| 7.    | SK Prosek Praha                 |
| 8.    | Sokol Radotín Meteor OTEC B     |